# Last Breath (2025)
Last Breath è un film del 2025 diretto da Alex Parkinson e scritto da Mitchell LaFortune, David Brooks e lo stesso Parkinson. È interpretato da Woody Harrelson, Simu Liu, Finn Cole e Cliff Curtis. Si tratta del remake del documentario del 2019 co-diretto da Parkinson insieme a Richard da Costa.

## Produzione
Nel maggio 2022, è stato annunciato che Alex Parkinson avrebbe diretto un remake del suo stesso documentario del 2019, con Woody Harrelson, Simu Liu e Djimon Hounsou nel cast.
Le riprese sono iniziate a Malta nel maggio 2023 e si sono concluse a luglio dello stesso anno.
Nel maggio 2024, la Focus Features ha acquisito i diritti di distribuzione del film in diversi territori tra cui Stati Uniti, Francia, Scandinavia, Australia, Nuova Zelanda, Cina, Indonesia, Malesia, Corea del Sud e Vietnam, mentre FilmNation Entertainment ha co-finanziato il film e gestito le vendite internazionali.

## Distribuzione
Last Breath è stato distribuito per la prima volta in Grecia il 27 febbraio 2025 e negli Stati Uniti e nel Regno Unito il 28 febbraio 2025, da Focus Features e Entertainment Film Distributors.

## Accoglienza

### Incassi
Il film ha incassato 24410040 $, di cui poco più di 8 milioni nel weekend di apertura.

### Critica
Sull'aggregatore di recensioni Rotten Tomatoes, il film ha un indice di gradimento del 78% basato su 138 recensioni; Metacritic ha assegnato al film un punteggio di 65/100 basato su 33 recensioni.